# Catedral Metropolitana Nossa Senhora das Dores
A Catedral Metropolitana Nossa Senhora das Dores, mais conhecida como Catedral Metropolitana ou Igreja das Dores, é a catedral católica que serve a Teresina, Piauí, portanto sede da Arquidiocese de Teresina.

## História

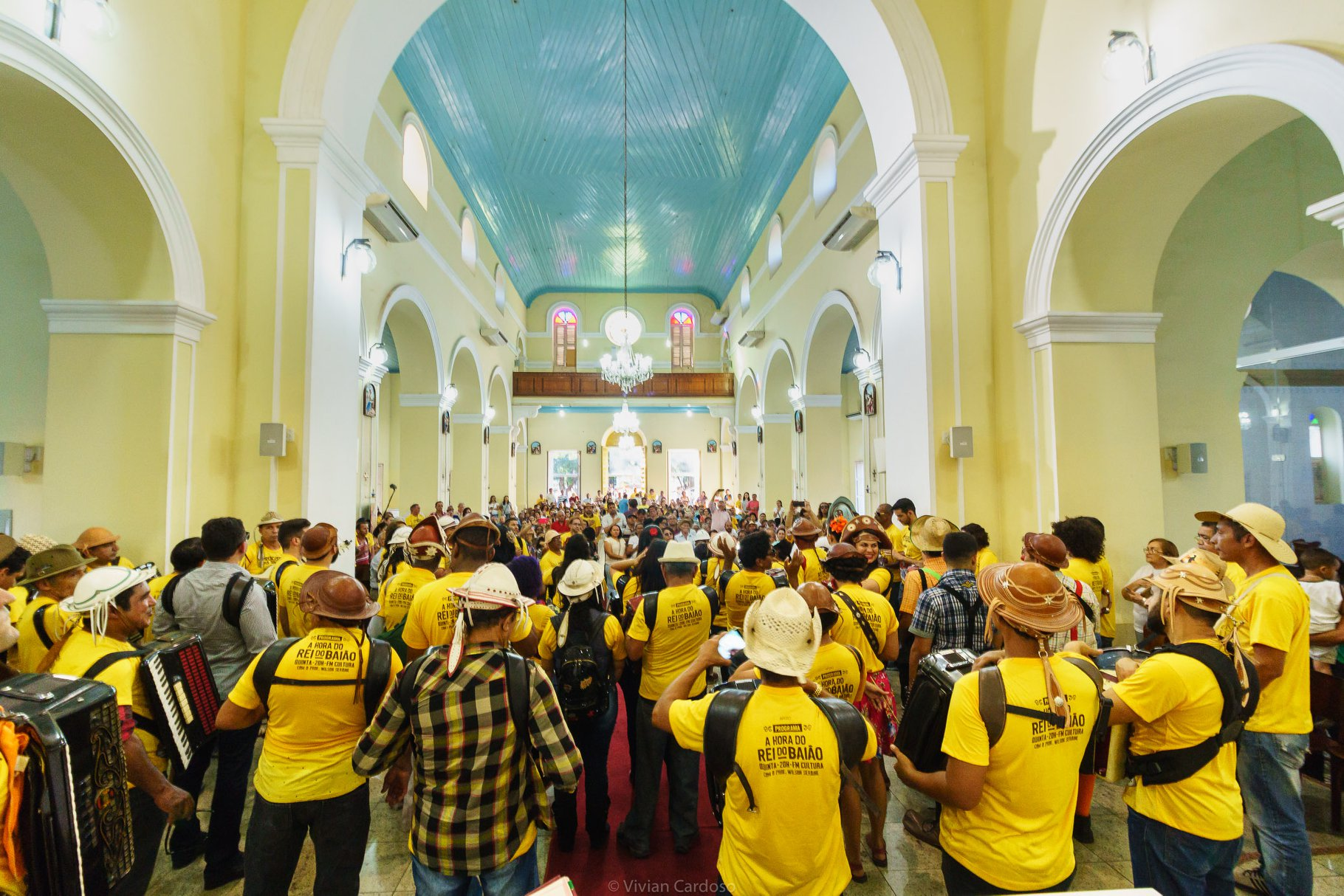
Procissão das sanfonas no interior da catedral.

O templo é considerada um marco religioso, histórico e cultural da capital piauiense. Localizada na Praça Saraiva, no centro da cidade, a Igreja teve sua origem com o lançamento da pedra fundamental em 25 de março de 1865. Mas foi em 1903, através da bula Supremum Catholic Ecclesian, que o então Papa Leão XIII determinou a criação da Diocese do Piauí tendo como sede episcopal a Catedral de Nossa Senhora das Dores.